# Hey Eugene!
Hey Eugene! es el tercer álbum de la banda de Oregón Pink Martini, un disco mezcla de rumba, lounge e instrumentación clásica.

## Canciones
1. «Everywhere»
2. «Tempo Perdido»
3. «Mar Desconocido»
4. «Taya Tan»
5. «City of Night»
6. «Ojala»
7. «Bukra wba'do»
8. «Cante e Dance»
9. «Hey Eugene!»
10. «Syracuse»
11. «Dosvedanya Mio Bombino»
12. «Tea For Two»

- Datos: Q5749264